# Christian Ziege
Christian Ziege, född 1 februari 1972 i Berlin, är en före detta professionell fotbollsspelare som bland annat gjorde 72 landskamper för Tyskland och var med och vann EM 1996. Nu tränar han Tysklands U18 landslag.

## Spelarkarriär

### Klubblagskarriär
Ziege började sin professionella klubblagskarriär i Bayern München 1990. Han stannade i München i sju år och vann ligan två gånger innan han lämnade klubben för AC Milan 1997. Efter att ha vunnit Serie A säsongen 1998/1999 flyttade han till England och Middlesbrough 1999. Sommaren 2000 lade Liverpool FC ett bud värt 5,5 miljoner pund för Ziege. Summan matchade exakt den utköpsklausul som fanns i Zieges kontrakt och Middlesbrough tvingades därmed tillåta Liverpool att förhandla med spelaren trots att man hävdade att man mottagit bud på över 8 miljoner pund för spelaren. Efter att övergången blivit klar debuterade Ziege för Liverpool när man hemmaslog Manchester City med 3-2 den 9 september 2000. Ziege blev inbytt istället för Steven Gerrard i andra halvlek. 
Ziege fick svårt att ta en plats i Liverpools startelva på grund av skadebekymmer och det faktum att Jamie Carragher och Gregory Vignal spelade bra på Zieges position. Efter totalt 32 matcher för Liverpool (varav 16 i ligan) lämnade han klubben för Tottenham Hotspur 2001. Den 14 mars 2002 dömde Englands fotbollsförbund FA Liverpool att betala 20 000 pund i böter och Ziege att betala 10 000 pund efter turerna kring tyskens övergång från Middlesbrough till Liverpool två år tidigare.
Zieges skadeproblem fortsatte och 2004 kom Tottenham och Ziege överens om att riva kontraktet så att han skulle kunna flytta hem till Tyskland igen. I juni skrev han sedan kontrakt med Borussia Mönchengladbach. Sejouren i det tyska laget blev dock kortvarig. Efter att inte ha spelat sedan december 2004 på grund av en ankelskada tillkännagav han i oktober 2005 att han slutade med fotbollen.

### Landslagskarriär
Ziege debuterade i Tyska landslaget i en match mot Brasilien 1993. På sina 72 landskamper gjorde han 9 mål, var med och vann EM 1996 och tog silver i VM 2002. Han deltog i två VM, 1998 och 2002, och tre EM, 1996, 2000 och 2004.

## Tränarkarriär
Efter att ha slutat med den aktiva karriären i oktober 2005 tog Ziege Uefa-licens som tränare. 2006 blev han huvudtränare för Borussia Mönchengladbachs U 17-lag. Säsongen 2006/2007 vann laget 10 av 17 matcher med Ziege som tränare och i mars 2007 blev han anställd som sportchef för klubben.

## Meriter
Bayern München
- Segrare
  - 1993-94 Bundesliga
  - 1995-96 Uefacupen
  - 1996-97 Bundesliga
  - 1997-98 Tyska ligacupen

- Tvåa
  - 1990-91 Bundesliga
  - 1992-93 Bundesliga
  - 1995-96 Bundesliga

AC Milan
- Segrare
  - 1998-99 Serie A

Liverpool
- Segrare
  - 2000-01 Engelska ligacupen
  - 2000-01 Uefacupen

Tottenham Hotspur
- Segrare
  - 2001-02 Engelska ligacupen

Tyskland
- Segrare
  - 1996 EM

- Tvåa
  - 2002 VM